# Ozols (репер)
Діртс Розенталс (латис. Ģirts Rozentāls) (народився 21 липня 1979 року), більш відомий під псевдонімом Ozols — латвійський репер, продюсер і підприємець із Риги. Його музична кар'єра почалася в 1995 році з хіп-хоп групи в Латвії під назвою FACT.

## Музична кар'єра
Ozols вважається одним із засновників хіп-хоп музики в Латвії, в середині 1990-х років. Провівши шість років у хіп-хоп групі під назвою FACT, де він писав пісні разом з Gustavo та Čižiks, він розпочав сольну кар'єру на початку 2000-х із дебютним синглом «Neko 2005» (2000), після чого випустив свій перший альбом Cieņa un mīlestība (2001; Повага та любов). Його поява в блискучих аксесуарах, мішкуватому одязі та «гангстерському іміджі» тоді шокувала місцевих слухачів. У 2009 році разом з лейблом Platforma Music випустив 19-трековий альбом Neatkarība (Незалежність) за участю Nātre, Rays, Kurts, Pikaso, A.G., b-ūš та нью-йоркського репера Afu-ra.
У 2015 році, після кількох років тиші, Ozols повернувся на латвійську музичну сцену зі своїм п'ятим студійним альбомом Atpakaļ nākotnē (Назад у майбутнє).
12 листопада 2018 року Ozols випустив свій шостий студійний альбом Neona pilsēta (Неонове місто).
За свою кар'єру Озолс виступав на Латвійському фестивалі пісні і танцю, досяг статусу «Золотого диска» з альбомом Cieņa un mīlestība і чотири рази отримував щорічну нагороду Latvijas Mūzikas ierakstu gada balva (Латвійські музичні записи року).

## Бізнес-кар'єра
У 2014 році Озолс заснував магазин одягу «Hoodshop», що продає одяг, взуття, книги та вінілові платівки.

## Особисте життя
У 2016 році він одружився з художницею «Promoart.lv» Євою Розентале (Eva Rozentāle). У нього є донька від попередніх стосунків.

## Дискографія

### Сингли
- «Neko 2005» (2000)
- «O.Z.O.L.S» (2001)
- «OzRaps/O'79» (2002)
- «Mirāža» (2012)
- «Piemēri» (2013)
- «Sapņotājs» (2013)
- «Ilgojos» (2014)
- «Superhaips» (2015)
- «Situācijas» (ft. Edavārdi) (2016)
- «Laika kapsula» (2016)
- «Pasaule» (ft. Tehnikums) (2017)
- «Personības rekords» (2018)
- «Stils» (2018)
- «Zapte» (2019)
- «Levitē» (2019)

### Альбоми
- «Cieņa un mīlestība» (2001)
- «Augstāk, tālāk, stiprāk» (2002)
- «Dūzis» (2003)
- «Neatkarība» (2009)
- «Cieņa un mīlestība» (2015)
- «Atpakaļ nākotnē» (2015)
- «Semestris» ft. Tehnikums (2017)
- «Neona Pilsēta» (2018)